# Jared M. Brush

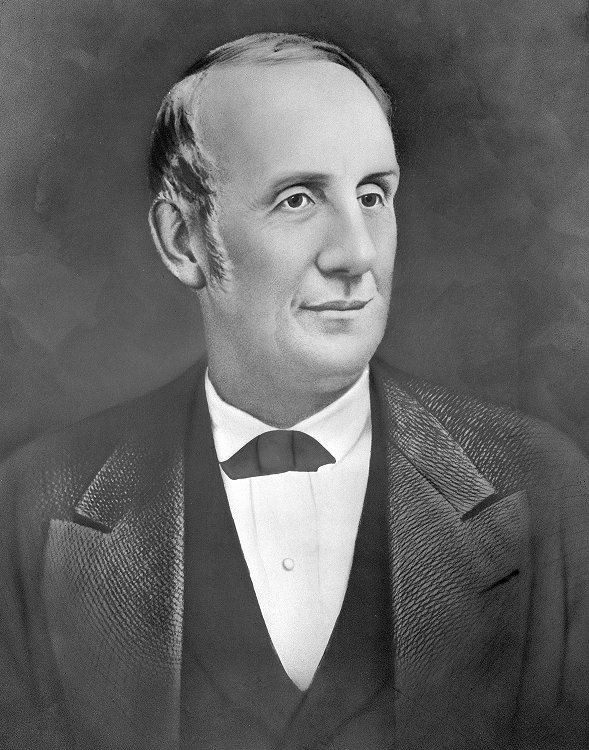
Jared M. Brush

Jared M. Brush, född 10 oktober 1814 i Pittsburgh i Pennsylvania, död 3 november 1895, var en amerikansk republikansk politiker. Han var Pittsburghs borgmästare 1869–1872.
Brush efterträdde 1869 James Blackmore som borgmästare och efterträddes 1872 av företrädaren Blackmore. Brush avled 1895 och gravsattes på Allegheny Cemetery i Pittsburgh.